# Бернардіно Рівадавія
Бернарді́но де ла Триніда́д Гонса́лес Рівада́вія і Рівад́авія (ісп. Bernardino de la Trinidad González Rivadavia y Rivadavia; 20 травня 1780 — 2 вересня 1845) — аргентинський політик. Президент Об'єднаних провінцій Ріо-де-ла-Плати з 8 лютого 1826 по 7 липня 1827 року.

## Біографія
Рівадавія народився у Буенос-Айресі у 1780 році. Він брав активну участь у революційному русі за незалежність Аргентини під час британських вторгнень у 1806 й у травні 1810 року до Аргентини. У 1811 році Рівадавія став домінуючим членом керівного Тріумвірату як міністр фінансів. З 1812 року — міністр внутрішніх і закордонних справ. У 1815—1821 роках очолював дипломатичну місію Об'єднаних провінцій Ла-Плати в Європі. Листувався з міністром закордонних справ Великої Британії лордом Каслрі, з графом Карлом Нессельроде й іншими видатними європейськими дипломатами, прагнучи забезпечити спочатку невтручання європейських монархій до конфлікту Іспанії зі своїми заморськими колоніями, а потім прискорити дипломатичне визнання молодих південноамериканських держав. У травні 1821 року він повертається до Аргентини й у червні стає державним міністром в уряді губернатора Буенос-Айреса Мартіна Родрігеса. На цьому посту він провів низку політичних та економічних реформ (часткова аграрна реформа, створення банківської системи), а також військову й церковну реформи, реформу народної освіти. Він заснував Університет Буенос-Айреса, кілька академій, перший на континенті музей природничих наук, а також розширив фонди національної бібліотеки.
У лютому 1826 року, Рівадавія був обраний президентом Об'єднаних провінцій Ла-Плати, перетворених у грудні 1826 року в Аргентинську Конфедерацію. Його уряд мав багато проблем, передусім війна з Бразилією через територію Уругваю й сепаратизм провінційної влади, що проявлявся у більш чи менш гострих формах. В результаті збройного повстання, що спалахнуло згодом, Рівадавія подав у відставку 29 червня 1827 року. Спочатку він повернувся до приватного життя, але у 1829 році емігрував до Європи. У 1834 році Рівадавія спробував повернутись до Аргентини, але був знову вигнаний: спочатку до Бразилії, а потім до Іспанії, де й помер 2 вересня 1845 року.
На його честь названо найдовшу вулицю Аргентини Авеніда Рівадавія (у Буенос-Айресі), яка має довжину понад 14 км.